# Pokrovske, Brovarî
Pokrovske (în ucraineană Покровське) este un sat în comuna Jerdova din raionul Brovarî, regiunea Kiev, Ucraina.

## Demografie
Componența lingvistică a localității Pokrovske
     Ucraineană (93,02%)
     Rusă (2,33%)
Conform recensământului din 2001, majoritatea populației localității Pokrovske era vorbitoare de ucraineană (93,02%), existând în minoritate și vorbitori de rusă (2,33%).